# Berge Fjord
Die Berge Fjord war mit einer Ladekapazität von 310.698 t und einer Länge von 332 m einer der größten Massengutfrachter der Welt. Das unter der Flagge von Panama fahrende Schiff gehörte der Berge Fjord Company und wurde von Berge Bulk (Singapore) bereedert.

## Geschichte und Hintergrund
Die Berge Fjord wurde von 1985 bis 1987 unter der Baunummer 145 als Docefjord auf der brasilianischen Werft Ishikawajima do Brazil Estaleiros für das liberianische Unternehmen Wilsea Shipping Inc., ein Joint Venture des norwegischen Unternehmens Wilh. Wilhelmsen und des brasilianischen Staatsunternehmens Docenave, erbaut. Die Kiellegung des Schiffes erfolgte am 12. März, der Stapellauf am 17. Dezember 1985. Die Fertigstellung erfolgte am 27. März 1987. Das Schiff war nach seiner Fertigstellung vorübergehend das größte Massengutschiff der Welt.
Das Schiff, das zunächst unter der Flagge Liberias in Fahrt kam, war als Erz-/Öl-Frachtschiff konzipiert. Es wurde zusammen mit seinem Schwesterschiff Tijuca (später Berge Vik, 2015 verschrottet) für den Erztransport von Brasilien nach Japan und anschließenden Öltransport vom Persischen Golf nach Europa eingesetzt. Jede dieser Rundreisen dauerte rund 100 Tage.
Ab März 2017 wurde das Schiff in Chittagong verschrottet.

## Technische Daten und Ausstattung
Das Schiff wurde von einem Dieselmotor von Sulzer (Typ: 8RTA 84) mit einer Gesamtleistung von 25.651 kW angetrieben. Der Kraftstoffverbrauch lag im Betrieb bei circa 194 Tonnen am Tag. Für die Stromversorgung standen mehrere Dieselgeneratoren zur Verfügung.
Die Aufbauten, die sich über rund die Hälfte der Schiffsbreite erstreckten, waren achterlich angeordnet. Auf Höhe des Brückendecks befanden sich zwei Brückennocken, die sich von der Brücke aus über die gesamte Breite des Schiffes erstreckten.
Vor den Aufbauten befanden sich fünf Laderäume, die mit jeweils zwei Lukendeckeln verschlossen wurden. Die Lukendeckel ließen sich zur Steuerbordseite auffahren.